# Punto remoto
In optometria, il punto remoto individua la massima distanza a cui un oggetto posto sull'asse ottico viene messo a fuoco sulla retina in assenza di accomodazione. In altre parole, esso individua la massima distanza alla quale può trovarsi un oggetto per poterlo distinguere in modo chiaro.

## Condizioni dell'occhio
Come è ovvio, il punto remoto dell'occhio dipende dalle condizioni in base alle quali quest'ultimo mette a fuoco gli oggetti. Ad esempio, nel caso della miopia il punto remoto si trova a distanza finita davanti all'occhio. Nel caso dell'ipermetropia, l'immagine deve già convergere in un punto dietro la retina perché possa essere messa a fuoco su questa, quindi il punto remoto si trova dietro l'occhio. In un occhio emmetropico, il punto remoto è posto a distanza infinita.

## Punto prossimo e punto remoto
Al contrario il punto prossimo individua la distanza minima alla quale può trovarsi un oggetto per poterlo distinguere in modo chiaro. Nell'occhio umano, in condizioni normali, questo punto si trova tra i 15 e i 20 cm davanti all'occhio. Gli oggetti più vicini risultano sfocati, perché la distanza è oltre la capacità di accomodazione degli occhi.